# Girocard
Girocard — міжбанківська мережа та сервіс дебетових карток, що з'єднує практично всі німецькі банкомати та банки. Вона ґрунтується на стандартах та угодах, розроблених комітетом банківської індустрії Німеччини (центральний кредитний комітет).
Німецькі картки Girocard зазвичай випускається як кобрендові з логотипами Maestro/Cirrus від MasterCard або V PAY від VISA, дозволяючи власникам карток користуватися ними в інших європейських країнах. У рамках іншого спільного випуску карток, з 2012 введені кобрендові картки Girocard/JCB.

## Історія
Спочатку німецькі банки сформували міжбанківську мережу, що сполучала практично всі німецькі банкомати. Мережа використовувала гарантійні картки Eurocheque як банкоматні картки і не мала назви або власної торгової марки.
У 1991 з використанням тих же карток була введена послуга електронних грошей на дебетових картках. Картки використовувалися для здійснення всіх трьох видів платежів і для простоти називалися картка Eurocheque (нім. Euroscheck-Karte).
Коли наприкінці 2001 система Eurocheque була розформована, то картки більше не використовували цей бренд. Проте, німецькі банки продовжили використання логотипу EC, який став тепер своєрідною інтерпретацією «електронних грошей». Отже, картки тепер відомі як «EC картки». Однак німецька мережа банкоматів все ще не мала торгової марки.

## Girogo
Із січня 2012 року для карток Girocard з функціоналом безконтактної оплати та наявністю мікрочипу введено власну назву Girogo.